# Kölni főegyházmegye
A Kölni főegyházmegye (latinul: Archidioecesis Coloniensis, németül: Erzbistum Köln) egy németországi római katolikus egyházmegye. Az egyik legrégebbi, és kétmilliós katolikus közösségével a legnagyobb egyházmegyéje Németországnak, noha területileg nem tartozik az elsők közé.
A főegyházmegye alá tartozó püspökségek a Aacheni, az Esseni, a Limburgi, a Münsteri és a Trieri egyházmegye. Székesegyháza a kölni Szent Péter-főszékesegyház.

## Története

### Alapítása
Az egyházmegye területén már a Római Birodalom ideje alatt is jelentős keresztény közösség élt. Az első név szerint ismert püspököt Maternusnak hívták, aki 313-314-ben vett részt egy római püspöki szinóduson. Az erről szóló forrás már kölni püspöknek nevezi Maternust, de az ezt követő évszázadokból nem sok adatot találunk.
A 6. századtól frank származású püspökök uralkodatak. 794-ben aztán Hildebold püspök kap érseki rangot Nagy Károlytól a Frank Birodalomért tett szolgálatai jutalmául, ez azonban még csak személyes (ad personam) cím volt. Végül I. Miklós pápa küldött palliumot Gunthar püspöknek 860 körül, ezzel érseki rangra emelve az egyházmegyét.

### A Német-római Birodalomban
A 9. századtól az érsekek világi hatalma és szerepe is növekedni kezdett. Ennek fontos állomásaként kap I. (Szent) Brúnó érsek birodalmi hercegi rangot. Fontos megjegyeznünk hogy innentől elválik a világi és egyházi értelemben vett Kölni érsekség. Előbbi területe jóval nagyobb volt, ám csak az egyházszervezet tekintetében tartozott az érsek felügyelete alá. Ezzel szemben utóbbi, a Kölni Választófejedelemség élén világi uralkodóként állt a kölni érsek, noha ez jóval kisebb területet jelentett.
Az ezt követő századokban az érsekek folyamatosan próbálták növelni az érsekség területét és politikai befolyását. Ez utóbbi sikerességét igazolja, hogy a kölni érsek már a kezdetektől fogva a választófejedelme volt a Német-római Birodalomnak. A választófejedelmek jogait és szerepét IV. Károly császár aranybullája véglegesítette 1356-ban. Az aranybulla hét választófejedelmet állapítottak meg, s ezeknek egyike a kölni érsek volt. Ekkorra az érsek elnyerte az Itália kancellárja tisztséget is, és a birodalom egyik legbefolyásosabb főurává vált. 1288-ban Köln szabad birodalmi városi rangot kapott, így kikerült a hercegérsek hatalma alól, így az érseki székhelyet Bonnba helyezték át.

### Modern kor
A  német szekularizációs hullám Kölnt sem kerülte el. A napóleoni háborúk után az érsekség területét Franciaország és Hessen-Darmstadt között osztották fel. Az érseki szék ezt követően 23 évig üresen állt. VII. Piusz pápa 1821-ben De salute animarum kezdetű bullájával rendezte az egykori Német-római Birodalom területén lévő egyházmegyék sorsát. Ebben a pápa visszaállítja az érsekséget, ám területének egy részét elcsatolják. Az egyházmegye határai – apróbb változtatásokkal – ma is érvényben vannak.
A Kölni főegyházmegye ma is Németország egyik legjelentősebb egyházmegyéje. 2005-ben itt rendezték a Katolikus Ifjúsági Világtalálkozót. Az egyházmegye élén 2014. szeptember 21. óta a korábbi berlini érsek, Rainer Maria Woelki bíboros áll.

## Érsekek 1824-től
- 1824–1835: Ferdinand August von Spiegel
- 1835–1845: Clemens August von Droste-Vischering
- 1845–1864: Johannes von Geissel, bíboros
- 1866–1885: Paul Ludolf Melchers SJ, bíboros
- 1885–1899: Philipp Krementz, bíboros
- 1899–1912: Hubert Theophil Simar
- 1902–1912: Anton Hubert Fischer, bíboros
- 1912–1919: Felix von Hartmann, bíboros
- 1920–1941: Karl Joseph Schulte, bíboros
- 1942–1969: Josef Frings, bíboros
- 1969–1987: Joseph Höffner, bíboros
- 1989–2014: Joachim Meisner, bíboros
- 2014-  : Rainer Maria Woelki, bíboros

## Fordítás
- Ez a szócikk részben vagy egészben  az   Erzbistum Köln című német Wikipédia-szócikk fordításán alapul.  Az eredeti cikk szerkesztőit annak laptörténete sorolja fel. Ez a jelzés csupán a megfogalmazás eredetét és a szerzői jogokat jelzi, nem szolgál a cikkben szereplő információk forrásmegjelöléseként.

## Szomszédos egyházmegyék
- Aacheni egyházmegye (nyugat)
- Esseni egyházmegye (észak)
- Paderborni főegyházmegye (kelet)
- Limburgi egyházmegye (délkelet)
- Trieri egyházmegye (dél)